# Toszek (gromada)
Toszek – dawna gromada, czyli najmniejsza jednostka podziału terytorialnego Polskiej Rzeczypospolitej Ludowej w latach 1954–1972.
Gromady, z gromadzkimi radami narodowymi (GRN) jako organami władzy najniższego stopnia na wsi, funkcjonowały od reformy reorganizującej administrację wiejską przeprowadzonej jesienią 1954 do momentu ich zniesienia z dniem 1 stycznia 1973, tym samym wypierając organizację gminną w latach 1954–1972.
Gromadę Toszek z siedzibą GRN w mieście Toszku (nie wchodzącym w jej skład) utworzono 1 stycznia 1958 w powiecie gliwickim w woj. katowickim; w skład gromady weszły obszary zniesionych gromad Pawłowice i Pisarzowice w tymże powiecie. Dla gromady ustalono 27 członków gromadzkiej rady narodowej.
Gromada przetrwała do końca 1972 roku, czyli do kolejnej reformy gminnej. 1 stycznia 1973 w powiecie gliwickim reaktywowano zniesioną w 1954 roku gminę Toszek.